# 돌마고등학교
돌마고등학교(突馬高等學校)는 대한민국 경기도 성남시 분당구 이매동에 있는 공립 고등학교이다.

## 학교 연혁
- 2001년 1월 5일 : 일반학생 36학급, 도움반 3학급 편성 인가
- 2001년 3월 1일 : 초대 안재호 교장 취임
- 2001년 3월 5일 : 제1회 입학식
- 2003년 3월 1일 : 제2대 신흥섭 교장 취임
- 2004년 2월 9일 : 제1회 졸업식 (남학생 246명, 여학생 252명. 총 498명 졸업)
- 2009년 3월 1일: 제3대 박대섭 교장 취임
- 2014년 9월 1일: 제4대 유성숙 교장 취임
- 2016년 9월 1일: 제5대 김경자 교장 취임
- 2022년 1월 4일: 제19회 졸업식(남학생 132명, 여학생 96명. 총 228명 졸업)
- 2022년 3월 2일 : 제6대 김성수 교장 취임
- 2023년 1월 3일: 제20회 졸업식(남학생 125명, 여학생 100명. 총 225명 졸업)
- 2023년 3월 2일: 제23회 입학식(남학생 140명, 여학생 115명. 총 255명 입학)
- 2024년 1월 5일 : 제21회 졸업식(남학생 125명, 여학생 100명. 총 225명 졸업)
- 2024년 3월 4일 : 제24회 입학식(남학생 130명, 여학생 110명. 총 240명 입학)
- 2025년 1월 10일: 제22회 졸업식(남학생 128명, 여학생 94명. 총 222명 졸업)
- 2025년 3월 4일: 제25회 입학식(남학생 132명, 여학생 99명. 총 231명 입학)

## 참고 자료
- 돌마고등학교 - 한국교육학술정보원 학교알리미